# Рев’юк Іван Федорович
Іван Федорович Рев'юк (псевдо: «Чорноліс», «Ясь»; нар. 1907, с. Посіч, нині Тисменицький район, Івано-Франківська область — пом. 5 травня 1947, с. Посіч, нині Тисменицький район, Івано-Франківська область) — український військовик, хорунжий УПА, Лицар Бронзового хреста бойової заслуги.

## Життєпис
В УНС з 1943 року. Стрілець почоту команди ТВ 22 «Чорний Ліс» (1945), чотовий сотні «Заведії» куреня «Підкарпатський» ТВ-22 «Чорний ліс» (1945—1946), чотовий сотні УПА «Стріла» куреня «Дзвони» ТВ-22 «Чорний ліс» ВО-4 «Говерля» УПА-Захід (1946-05.1947). Загинув у сутичці з оперативно-військовою групою МДБ. Старший стрілець (?), булавний (1.11.1945), хорунжий (8.05.1947) УПА.

## Нагороди
Згідно з виказом відзначених УПА-Захід від 1.09.1946 р. стрілець почоту команди ТВ 22 «Чорний Ліс» Іван Рев'юк — «Ясь» відзначений Бронзовим хрестом бойової заслуги УПА (1.02.1945).